# Военный ординариат Словакии
Военный ординариат Словакии ( словац. Vojenský rímskokatolícky ordinariát) — военный ординариат Римско-Католической Церкви, действующий в Словакии. Военный ординариат Словакии, подчиняясь непосредственно Святому Престолу, обеспечивает пастырское окормление военнослужащих словацкой армии и их семей. Кафедральным собором военного ординариата Словакии является церковь святого Себастьяна в Братиславе.

## История
26 ноября 2002 года в Ватикане словацким президентом Рудольфом Шустером и кардиналом Анджело Содано был подписан предварительный договор о создании в Словакии военного ординариата.
20 января 2003 года Римский папа Иоанн Павел II издал буллу Spiritalem progressionem,  которой  учредил Военный ординариат Словакии. Военный ординариат Словакии, имея структуру самостоятельной епархии, начал действовать в марте 2003 года. 
До 2009 года кафедральным собором военного ординарита Словакии была церковь святых Иоанна де Мата и Феликса Валуа. 

## Ординарии военного ординариата
- епископ Франтишек Рабек (20.01.2003 — 27.05.2025, в отставке);
- епископ Pavol Šajgalik, O.F.M.Cap. (27.05.2025 — по настоящее время).

## Источник
- Annuario Pontificio, Libreria Editrice Vaticana, Città del Vaticano, 2003, ISBN 88-209-7422-3
- Булла Spiritalem progressionem  (лат.)